# Temple vaudois de la piazza Cavour
Le temple vaudois de la place de Cavour, en italien la chiesa valdese di piazza Cavour, est une église protestante de Rome située sur la place Cavour dans le rione Prati. Construite en 1913, elle est rattachée à église évangélique vaudoise. Elle abrite en outre la faculté vaudoise de théologie et la librairie Claudiana.  

## Histoire
Le premier temple vaudois à Rome est le temple vaudois de la via Quattro Novembre, construit en 1887. Le 8 février 1914 est inauguré le  temple de la placa de Cavour. C'est le plus grand temple vaudois après le temple vaudois de Turin ,. Grâce à l'appui financier de Mrs Kennedy, adjoint à l'église un gymnase, dispensaire, une salle pour les soldats, des presbytères et locaux pour les écoles du dimanche et la jeunesse. 
Le pape Pie X chercha à empêcher la construction du nouveau bâtiment et intervint donc plusieurs fois auprès du maire de Rome, Ernesto Nathan. La seule condition qui devait être acceptée par la communauté vaudoise était la désignation de son temple en tant que "temple"; la dénomination d'église devant être réservée aux bâtiments sacrés catholiques romains.

## Description

### Extérieur
L'église est de style « Liberty », représentant de l'art nouveau en Italie. L'église néo-romane à deux tours a été construite en béton armé, ce qui était novateur au moment de sa construction. La façade blanche est orientée vers le Vatican et la place Saint-Pierre. De l'extérieur, le bâtiment est clairement identifiable comme église, mais aussi comme non catholique.

### Intérieur

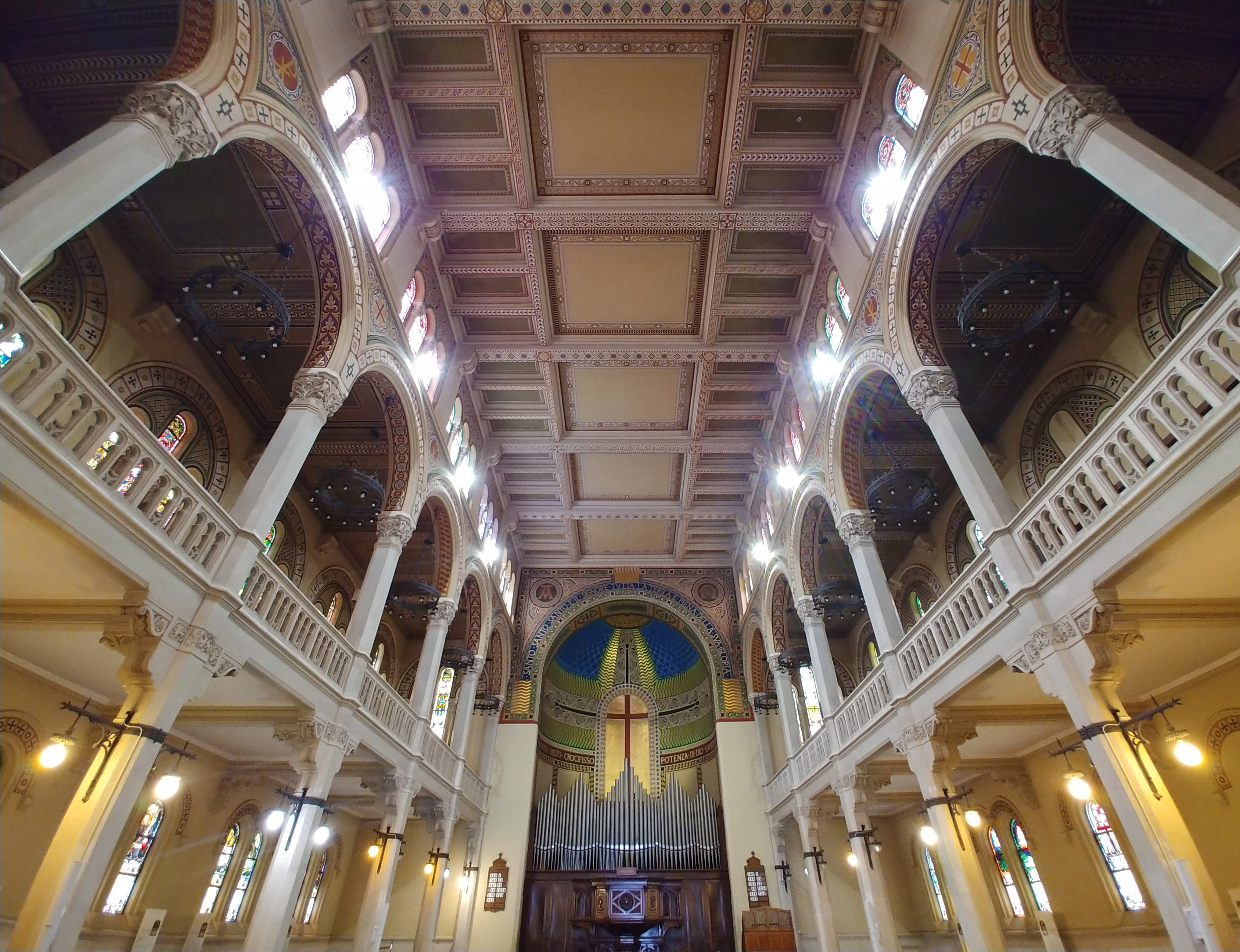
Intérieur du temple

En entrant, la différence entre une église catholique romaine devient évidente: "Style, couleurs, message, tout est inhabituel."  L'intérieur est de style Art Nouveau et a été conçu par Paolo Paschetto. Il est également à l'origine les vitraux et la grande mosaïque de l'abside, qui rappellent l'art paléochrétien très présent à Rome. Dans l'abside, le regard est dirigé vers la croix rouge centrale, entourée de rubans décoratifs et de lettrage. 
L'autel et l'orgue sont disposés dans un axe opposé à l'entrée. Cela correspond aux recommandations du programme Wiesbadener. Il y a des galeries dans les allées. L'orgue est l'œuvre du facteur d'orgues turinois Carlo Vegezzi Bossi. 
Les fenêtres vitrées sont une partie particulièrement précieuse de la construction de l'église. Il y a des fenêtres avec des motifs géométriques, d'autres avec des motifs floraux et un cycle de fenêtres en verre avec des représentations picturales, chacune associée à un mot biblique italien : ancre, agneau, paon, aigle, lis, colombe, chandelier à sept branches, vigne, monogramme du Christ, buisson ardent, Phare, Bon Pasteur, la Cène et arche de Noé. 
Sur le pupitre en bois sont évoqués à côté de Jean Calvin et Martin Luther deux moines italiens pré-réformateurs, Arnaud de Brescia et Jérôme Savonarole,. 

## Liste des pasteurs
- Paolo Bosio: 1927-1948
- Roberto Comba: 1948 à 1961
- Carlo Gay: 1961 à 1968
- Alberto Ribet: 1968 à 1975
- Franco Sommani: 1975 à 1990
- Maria Bonafede : 1990 à 2003
- Antonio Adamo: depuis 2003